# Університет імені Бар-Ілана
Університет імені Бар-Ілана (BIU, івр. אוניברסיטת בר-אילן) — університет в Ізраїлі, в Рамат-Гані. Заснований в 1955 році і названий на честь Мєїра Бар-Ілана, лідера релігійно-сіоністського руху. Університет був створений з метою створити зручні умови для поєднання релігійного єврейського навчання і звичайної вищої освіти.

## Факультети
- Юдаїка
- Право
- Громадські науки
- Гуманітарні науки
- Точні науки
- Біологія

В університеті існує школа педагогіки, школа соціальних працівників, школа бізнесу та інженерна школа. Також при університеті діють науково-дослідні інститути фізики, медичної хімії, математики, дослідження мозку, стратегічних досліджень, психології розвитку, економіки, музикознавства, археології, єврейського права (Галаха), нанотехнології.

## Логотип
Логотип університету відображає мету об'єднати світську і релігійну освіту. Візуальний символ, що складається з Тори і спрямованого на неї мікроскопа, був спочатку розроблений британським дизайнером Авраамом Джеймсом в 1955 році. Логотип кілька разів змінювали і модернізували, але початкова ідея збереглася.

## Відомі викладачі та вчені
- Самуель Ноах Крамер (шумерологія)
- Шломо Гійора Шоам (кримінологія)
- Шломо Хавлін (фізика)
- Івонн Фрідман (історія середніх віків та археологія)
- Георгій Адельсон-Бєльський (комп'ютерні науки)